# Oscar als millors efectes visuals

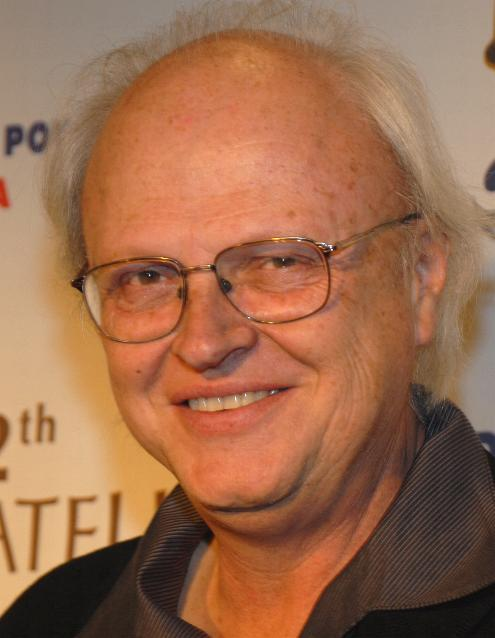
Dennis Muren és la persona que ha estat més més cops premiada a l'Oscar als millors efectes visual (en total vuit vegades)

L'Oscar als millors efectes visuals és un Oscar atorgat cada any a una pel·lícula que destaca especialment en efectes visuals.
La categoria es deia Millors Efectes Especials quan es va crear el 1939. El 1963, la categoria es va dividir en dos: Millors Efectes Visuals Especials i l'Oscar a la millor edició de so. El 1972, l'Acadèmia va deixar d'atorgar aquests Oscars d'Efectes Visuals i va atorgar a canvi uns Premis Especials. Tanmateix, només va durar un grapat d'anys; la categoria es va convertir en un premi competitiu anual. La categoria es va canviar una altra vegada el 1996 quan es va convertir simplement en Millors Efectes Visuals. El 2007, es va decidir que s'escollirien 15 pel·lícules, per aconseguir un ventall més ampli, de les que es triaven 7, i després es voten al final tres nominades.
Perquè una pel·lícula es proposi per a aquest premi, l'artista d'efectes ha d'haver creat alguna cosa nova en el cinema. Per exemple, un Empire State Building totalment digital no seria una pel·lícula nominable, ja que hom pot fer fàcilment una pel·lícula de l'edifici; d'altra banda, una recreació de la Roma Antiga podria ser-ho, ja que és difícil al cinema. Tanmateix, les pel·lícules es jutgen sobre la qualitat de tots els seus cops d'efectes, no només els d'una escena.
Segons el Premi de l'Acadèmia, els criteris són:
(a)  consideració de la contribució que els efectes visuals fan a la producció global i
(b)  el talent, fidelitat i habilitat amb què s'aconsegueixen les il·lusions visuals
A sota la llista de pel·lícules que ha rebut un Oscar per a Efectes Visuals (en negreta) i a continuació els altres candidats del mateix any.

## Antecedents
Tot i que l' Oscar als Millors Efectes Visuals no va ser creat fins a l'any 1939, durant la primera cerimònia es va atorgar el reconeixement a Millors Efectes d' Enginyeria a la pel·lícula "Wings", dirigida per William A. Wellmann, l'any 1929. Aquest premi va ser un dels primers de caràcter tècnic, juntament amb el de "Gravació de So" i només va existir durant un any.
El premi es va atorgar a aquesta pel·lícula degut a les noves tècniques que varen ser utilitzades a l'hora de gravar les escenes d'aviació, que permetien la realització de primers plans així com capturar la velocitat dels avions al volar utilitzant els núvols com a element fixe en la imatge per comparar-lo amb el moviment dels avions.

## Guanyadors i nominats

### Dècada de 1930
| Any  | Pel·lícula                               | Nominats                                                        |
| ---- | ---------------------------------------- | --------------------------------------------------------------- |
| 1939 | The Rains Came                           | Fred Sersen (fotografia); Edmund H. Hansen (so)                 |
| 1939 | Allò que el vent s'endugué               | John R. Cosgrove (fotografia); Fred Albin, Arthur Johns (so)    |
| 1939 | Només els àngels tenen ales              | Roy Davidson (fotografia); Edwin C. Hahn (so)                   |
| 1939 | The Private Lives of Elizabeth and Essex | Byron Haskin (fotografia); Nathan Levinson (so)                 |
| 1939 | Topper Takes a Trip                      | Roy Seawright (fotografia)                                      |
| 1939 | Union Pacific                            | Farciot Edouart, Gordon Jennings (fotografia); Loren Ryder (so) |
| 1939 | El màgic d'Oz                            | A. Arnold Gillespie (fotografia); Douglas Shearer (so)          |

### Dècada de 1940
| Any  | Pel·lícula                     | Nominats |
| ---- | ------------------------------ | --- |
| 1940 | El lladre de Bagdad            | Lawrence W. Butler (fotografia); Jack Whitney (so)                                                                          |
| 1940 | The Blue Bird                  | Fred Sersen (fotografia); Edmund H. Hansen (so)                                                                             |
| 1940 | Boom Town                      | A. Arnold Gillespie (fotografia); Douglas Shearer (so)                                                                      |
| 1940 | The Boys from Syracuse         | John P. Fulton (fotografia); Bernard B. Brown, Joseph Lapis (so)                                                            |
| 1940 | Dr. Cyclops                    | Gordon Jennings (fotografia); Farciot Edouart (so)                                                                          |
| 1940 | Enviat especial3               | Paul Eagler (fotografia); Thomas T. Moulton (so)                                                                            |
| 1940 | The Invisible Man Returns      | John P. Fulton (fotografia); Bernard B. Brown, William Hedgecock (so)                                                       |
| 1940 | El retorn a casa               | R. T. Layton, R.O. Binger (fotografia); Thomas T. Moulton (so)                                                              |
| 1940 | One Million B.C.               | Roy Seawright (fotografia); Elmer Raguse (so)                                                                               |
| 1940 | Rebecca                        | Jack Cosgrove (fotografia); Arthur Johns (so)                                                                               |
| 1940 | El falcó del mar               | Byron Haskin (fotografia); Nathan Levinson (so)                                                                             |
| 1940 | Swiss Family Robinson          | Vernon L. Walker (fotografia); John O. Aalberg (so)                                                                         |
| 1940 | Typhoon                        | Farciot Edouart, Gordon Jennings (fotografia); Loren Ryder (so)                                                             |
| 1940 | Women in War                   | Howard J. Lydecker, William Bradford, Ellis J. Thackery (fotografia); Herbert Norsch (so)                                   |
| 1941 | I Wanted Wings                 | Farciot Edouart, Gordon Jennings (fotografia); Louis Mesenkop (so)                                                          |
| 1941 | Aloma of the South Seas        | Farciot Edouart, Gordon Jennings (fotografia); Louis Mesenkop (so)                                                          |
| 1941 | Flight Command                 | A. Arnold Gillespie (fotografia); Douglas Shearer (so)                                                                      |
| 1941 | The Invisible Woman            | John Fulton (fotografia); John Hall (so)                                                                                    |
| 1941 | The Sea Wolf                   | Byron Haskin (fotografia); Nathan Levinson (so)                                                                             |
| 1941 | Lady Hamilton                  | Lawrence W. Butler (fotografia); William H. Wilmarth (so)                                                                   |
| 1941 | Topper Returns                 | Roy Seawright (fotografia); Elmer Raguse (so)                                                                               |
| 1941 | A Yank in the RAF              | Fred Sersen (fotografia); Edmund H. Hansen (so)                                                                             |
| 1942 | Reap the Wild Wind             | Gordon Jennings, Farciot Edouart, William L. Pereira (fotografia); Louis Mesenkop (so)                                      |
| 1942 | The Black Swan                 | Fred Sersen (fotografia); Roger Heman, George Leverett (so)                                                                 |
| 1942 | Un viatge temerari             | Byron Haskin (fotografia); Nathan Levinson (so)                                                                             |
| 1942 | Flying Tigers                  | Howard Lydecker (fotografia); Daniel J. Bloomberg (so)                                                                      |
| 1942 | Invisible Agent                | John Fulton (fotografia); Bernard B. Brown (so)                                                                             |
| 1942 | El llibre de la selva          | Lawrence W. Butler (fotografia); William H. Wilmarth (so)                                                                   |
| 1942 | Mrs. Miniver                   | A. Arnold Gillespie, Warren Newcombe (fotografia); Douglas Shearer (so)                                                     |
| 1942 | The Navy Comes Through         | Vernon L. Walker (fotografia); James G. Stewart (so)                                                                        |
| 1942 | One of Our Aircraft is Missing | Ronald Neame (fotografia); C. C. Stevens (so)                                                                               |
| 1942 | L'orgull dels ianquis          | Jack Cosgrove, Ray Binger (fotografia); Thomas T. Moulton (so)                                                              |
| 1943 | Crash Dive                     | Fred Sersen (fotografia); Roger Heman (so)                                                                                  |
| 1943 | Air Force                      | Hans Koenekamp, Rex Wimpy (fotografia); Nathan Levinson (so)                                                                |
| 1943 | Bombardier                     | Vernon L. Walker (fotografia); James G. Stewart, Roy Granville (so)                                                         |
| 1943 | The North Star                 | Clarence Slifer, Ray O. Binger (fotografia); Thomas T. Moulton (so)                                                         |
| 1943 | So Proudly We Hail!            | Gordon Jennings, Farciot Edouart (fotografia); George Dutton (so)                                                           |
| 1943 | Stand by for Action            | A. Arnold Gillespie, Donald Jahraus (fotografia); Michael Steinore (so)                                                     |
| 1944 | Thirty Seconds over Tokyo      | A. Arnold Gillespie, Donald Jahraus, Warren Newcombe (fotografia); Douglas Shearer (so)                                     |
| 1944 | The Adventures of Mark Twain   | Paul Detlefsen, John Crouse (fotografia); Nathan Levinson (so)                                                              |
| 1944 | Days of Glory                  | Vernon L. Walker (fotografia); James G. Stewart, Roy Granville (so)                                                         |
| 1944 | Secret Command                 | David Allen, Ray Cory, Robert Wright (fotografia); Russell Malmgren, Harry Kusnick (so)                                     |
| 1944 | Since You Went Away            | John R. Cosgrove (fotografia); Arthur Johns (so)                                                                            |
| 1944 | The Story of Dr. Wassell       | Gordon Jennings, Farciot Edouart (fotografia); George Dutton (so)                                                           |
| 1944 | Wilson                         | Fred Sersen (fotografia); Roger Heman (so)                                                                                  |
| 1945 | Un home fenomen                | John P. Fulton (fotografia); Arthur W. Johns (so)                                                                           |
| 1945 | Captain Eddie                  | Fred Sersen, Sol Halprin (fotografia); Roger Heman, Harry Leonard (so)                                                      |
| 1945 | Spellbound                     | Jack Cosgrove (fotografia)                                                                                                  |
| 1945 | They Were Expendable           | A. Arnold Gillespie, Donald Jahraus, Robert A. MacDonald (fotografia); Michael Steinore (so)                                |
| 1945 | Les mil i una nits             | Lawrence W. Butler (fotografia); Ray Bomba (so)                                                                             |
| 1946 | L'esperit burleta              | Thomas Howard (visual) |
| 1946 | A Stolen Life                  | William McGann (visual); Nathan Levinson (so)                                                                               |
| 1947 | Green Dolphin Street           | A. Arnold Gillespie, Warren Newcombe (visual); Douglas Shearer, Michael Steinore (so)                                       |
| 1947 | Unconquered                    | Farciot Edouart, Devereux Jennings, Gordon Jennings, Wallace Kelley, Paul Lerpae (visual); George Dutton (so)               |
| 1948 | Retrat de Jennie               | Paul Eagler, Joseph McMillan Johnson, Russell Shearman, Clarence Slifer (visual); Charles L. Freeman, James G. Stewart (so) |
| 1948 | Deep Waters                    | Ralph Hammeras, Fred Sersen, Edward Snyder (visual); Roger Heman (so)                                                       |
| 1949 | El gran goril·la               | RKO Productions |
| 1949 | Tulsa                          | Walter Wanger Pictures |

### Dècada de 1950
| Any  | Pel·lícula                         | Nominats                                                           |
| ---- | ---------------------------------- | ------------------------------------------------------------------ |
| 1950 | Destination Moon                   | George Pal Productions                                             |
| 1950 | Samson and Delilah                 | Cecil B. DeMille Productions                                       |
| 1951 | When Worlds Collide                | Paramount Pictures                                                 |
| 1952 | Plymouth Adventure                 | Metro-Goldwyn-Mayer                                                |
| 1953 | The War of the Worlds              | Paramount Pictures                                                 |
| 1954 | 20,000 Leagues Under the Sea       | Walt Disney Studios                                                |
| 1954 | Hell and High Water                | 20th Century-Fox Studio                                            |
| 1954 | Són elles!                         | Warner Bros.                                                       |
| 1955 | The Bridges at Toko-Ri             | Paramount Pictures                                                 |
| 1955 | The Dam Busters                    | Associated British Picture Corporation                             |
| 1955 | The Rains of Ranchipur             | 20th Century Fox                                                   |
| 1956 | Els Deu Manaments                  | John Fulton                                                        |
| 1956 | Forbidden Planet                   | A. Arnold Gillespie, Irving Ries, Wesley C. Miller                 |
| 1957 | The Enemy Below                    | Walter Rossi                                                       |
| 1957 | L'esperit de St. Louis             | Louis Lichtenfield                                                 |
| 1958 | Tom Thumb                          | Tom Howard                                                         |
| 1958 | Torpedo Run                        | A. Arnold Gillespie (fotografia), Harold Humbrock (so)             |
| 1959 | Ben Hur                            | A. Arnold Gillespie, Robert MacDonald (fotografia); Milo Lory (so) |
| 1959 | Journey to the Center of the Earth | L.B. Abbott, James B. Gordon (fotografia); Carl Faulkner (so)      |

### Dècada de 1960
| Any  | Pel·lícula                   | Nominats                                             |
| ---- | ---------------------------- | ---------------------------------------------------- |
| 1960 | La màquina del temps         | L.B. Abbott, James B. Gordon, Carl Faulkner (visual) |
| 1960 | The Last Voyage              | Augie Lohman (visual)                                |
| 1961 | Els canons de Navarone       | Bill Warrington (visual); Vivian C. Greenham (so)    |
| 1961 | The Absent-Minded Professor  | Robert A. Mattey, Eustace Lycett (visual)            |
| 1962 | The Longest Day              | Robert MacDonald (visual); Jacques Maumont (so)      |
| 1962 | Motí a la Bounty             | A. Arnold Gillespie (visual); Milo Lory (so)         |
| 1963 | Cleopatra                    | Emil Kosa Jr.                                        |
| 1963 | Els ocells                   | Ub Iwerks                                            |
| 1964 | Mary Poppins                 | Peter Ellenshaw, Eustace Lycett, Hamilton Luske      |
| 1964 | 7 Faces of Dr. Lao           | Jim Danforth                                         |
| 1965 | Operació Tro                 | John Stears                                          |
| 1965 | The Greatest Story Ever Told | Joseph McMillan Johnson                              |
| 1966 | Viatge fantàstic             | Art Cruickshank                                      |
| 1966 | Hawai                        | Linwood G. Dunn                                      |
| 1967 | Doctor Dolittle              | L.B. Abbott                                          |
| 1967 | Tobruk                       | Howard A. Anderson, Jr. Albert Whitlock              |
| 1968 | 2001: una odissea de l'espai | Stanley Kubrick                                      |
| 1968 | Estació polar Zebra          | Hal Millar, Joseph McMillan Johnson                  |
| 1969 | Marooned                     | Robbie Robertson                                     |
| 1969 | A l'est de Java              | Eugène Lourié, Alex Weldon                           |

### Dècada de 1970
| Any  | Pel·lícula                             | Nominats                                                                                         |
| ---- | -------------------------------------- | ------------------------------------------------------------------------------------------------ |
| 1970 | Tora! Tora! Tora!                      | A. D. Flowers, L. B. Abbott                                                                      |
| 1970 | Patton                                 | Alex Weldon                                                                                      |
| 1971 | L'aprenenta de bruixa                  | Alan Maley, Eustace Lycett, Danny Lee                                                            |
| 1971 | Quan els dinosaures dominaven la terra | Jim Danforth, Roger Dicken                                                                       |
| 1972 | L'aventura del Posidó                  | L. B. Abbott, A. D. Flowers                                                                      |
| 1973 | No es va atorgar el premi              | No es va atorgar el premi                                                                        |
| 1974 | Terratrèmol                            | Frank Brendel, Glen Robinson, Albert Whitlock                                                    |
| 1975 | The Hindenburg                         | Albert Whitlock, Glen Robinson                                                                   |
| 1976 | King Kong                              | Carlo Rambaldi, Glen Robinson, Frank Van der Veer                                                |
| 1976 | La fuga de Logan                       | L. B. Abbott, Glen Robinson, Matthew Yuricich                                                    |
| 1977 | La guerra de les galàxies              | John Stears, John Dykstra, Richard Edlund, Grant McCune, Robert Blalack                          |
| 1977 | Encontres a la tercera fase            | Roy Arbogast, Douglas Trumbull, Matthew Yuricich, Gregory Jein, Richard Yuricich                 |
| 1978 | Superman                               | Les Bowie, Colin Chilvers, Denys Coop, Roy Field, Derek Meddings, Zoran Perisic                  |
| 1979 | Alien                                  | H.R. Giger, Carlo Rambaldi, Brian Johnson, Nick Allder, Dennis Ayling                            |
| 1979 | 1941                                   | William A. Fraker, A. D. Flowers, Gregory Jein                                                   |
| 1979 | The Black Hole                         | Peter Ellenshaw, Art Cruickshank, Eustace Lycett, Danny Lee, Harrison Ellenshaw, Joe Hale        |
| 1979 | Moonraker                              | Derek Meddings, Paul Wilson, John Evans                                                          |
| 1979 | Star Trek: La pel·lícula               | Douglas Trumbull, John Dykstra, Richard Yuricich, Robert Swarthe, David K. Stewart, Grant McCune |

### Dècada de 1980
| Any  | Pel·lícula                                | Nominats                                                         |
| ---- | ----------------------------------------- | ---------------------------------------------------------------- |
| 1980 | Star Wars episodi V: L'Imperi contraataca | Brian Johnson, Richard Edlund, Dennis Muren, Bruce Nicholson     |
| 1981 | A la recerca de l'arca perduda            | Richard Edlund, Kit West, Bruce Nicholson, Joe Johnston          |
| 1981 | Dragonslayer                              | Dennis Muren, Phil Tippett, Ken Ralston, Brian Johnson           |
| 1982 | ET, l'extraterrestre                      | Carlo Rambaldi, Dennis Muren, Kenneth F. Smith                   |
| 1982 | Blade Runner                              | Douglas Trumbull, Richard Yuricich, David Dryer                  |
| 1982 | Poltergeist                               | Richard Edlund, Michael Wood, Bruce Nicholson                    |
| 1983 | Star Wars episodi VI: El retorn del Jedi  | Richard Edlund, Dennis Muren, Ken Ralston, Phil Tippett          |
| 1984 | Indiana Jones i el temple maleït          | Dennis Muren, Michael J. McAlister, Lorne Peterson, George Gibbs |
| 1984 | 2010                                      | Richard Edlund, Neil Krepela, George Jenson, Mark Stetson        |
| 1984 | Els caçafantasmes                         | Richard Edlund, John Bruno, Mark Vargo, Chuck Gaspar             |
| 1985 | Cocoon                                    | Ken Ralston, Ralph McQuarrie, Scott Farrar, David Berry          |
| 1985 | Return to Oz                              | Will Vinton, Ian Wingrove, Zoran Perisic, Michael Lloyd          |
| 1985 | El jove Sherlock Holmes                   | Dennis Muren, Kit West, John R. Ellis, David W. Allen            |
| 1986 | Aliens                                    | Robert Skotak, Stan Winston, John Richardson, Suzanne M. Benson  |
| 1986 | La botiga dels horrors                    | Lyle Conway, Bran Ferren, Martin Gutterridge                     |
| 1986 | Poltergeist II                            | Richard Edlund, John Bruno, Garry Waller, William Neil           |
| 1987 | El xip prodigiós                          | Dennis Muren, William George, Harley Jessup, Kenneth F. Smith    |
| 1987 | Predator                                  | Joel Hynek, Robert M. Greenberg, Richard Greenberg, Stan Winston |
| 1988 | Qui ha enredat en Roger Rabbit?           | Ken Ralston, Richard Williams, Edward Jones, George Gibbs        |
| 1988 | Die Hard                                  | Richard Edlund, Al DiSarro, Brent Boates, Thaine Morris          |
| 1988 | Willow                                    | Dennis Muren, Michael J. McAlister, Phil Tippett, Chris Evans    |
| 1989 | The Abyss                                 | John Bruno, Dennis Muren, Hoyt Yeatman, Dennis Skotak            |
| 1989 | Les aventures del baró Munchausen         | Richard Conway, Kent Houston                                     |
| 1989 | Retorn al futur 2                         | Ken Ralston, Michael Lantieri, John Bell, Steve Gawley           |

### Dècada de 1990
| Any  | Pel·lícula                                 | Nominats                                                          |
| ---- | ------------------------------------------ | ----------------------------------------------------------------- |
| 1990 | Desafiament total                          | Eric Brevig, Rob Bottin, Tim McGovern, Alex Funke                 |
| 1991 | Terminator 2                               | Dennis Muren, Stan Winston, Gene Warren Jr., Robert Skotak        |
| 1991 | Backdraft                                  | Mikael Salomon, Allen Hall, Clay Pinney, Scott Farrar             |
| 1991 | Hook                                       | Eric Brevig, Harley Jessup, Mark Sullivan, Michael Lantieri       |
| 1992 | Death Becomes Her                          | Ken Ralston, Doug Chiang, Douglas Smythe, Tom Woodruff Jr.        |
| 1992 | Alien 3                                    | Richard Edlund, Alec Gillis, Tom Woodruff Jr., George Gibbs       |
| 1992 | El retorn de Batman                        | Michael L. Fink, Craig Barron, John Bruno, Dennis Skotak          |
| 1993 | Parc Juràssic                              | Dennis Muren, Stan Winston, Phil Tippett, Michael Lantieri        |
| 1993 | Màxim risc                                 | Neil Krepela, John Richardson, John Bruno, Pamela Easley          |
| 1993 | Malson abans de Nadal                      | Pete Kozachik, Eric Leighton, Ariel Velasco Shaw, Gordon Baker    |
| 1994 | Forrest Gump                               | Ken Ralston, George Murphy, Stephen Rosenbaum, Allen Hall         |
| 1994 | La màscara                                 | Scott Squires, Steve 'Spaz' Williams, Tom Bertino, Jon Farhat     |
| 1994 | True Lies                                  | John Bruno, Thomas L. Fisher, Jacques Stroweis, Patrick McClung   |
| 1995 | Babe, el porquet valent                    | Scott E. Anderson, Charles Gibson, Neal Scanlan, John Cox         |
| 1995 | Apol·lo 13                                 | Robert Legato, Michael Kanfer, Leslie Ekker, Matt Sweeney         |
| 1996 | Independence Day                           | Volker Engel, Douglas Smith, Clay Pinney, Joseph Viskocil         |
| 1996 | Dragonheart                                | Scott Squires, Phil Tippett, James Straus, Kit West               |
| 1996 | Twister                                    | Stefen Fangmeier, John Frazier, Habib Zargarpour, Henry La Bounta |
| 1997 | Titanic                                    | Robert Legato, Mark Lasoff, Thomas L. Fisher, Michael Kanfer      |
| 1997 | El món perdut: Jurassic Park               | Dennis Muren, Stan Winston, Randal M. Dutra, Michael Lantieri     |
| 1997 | Starship Troopers: Les brigades de l'espai | Phil Tippett, Scott E. Anderson, Alec Gillis, John Richardson     |
| 1998 | Més enllà dels somnis                      | Joel Hynek, Nicholas Brooks, Stuart Robertson, Kevin Mack         |
| 1998 | Armageddon                                 | Richard R. Hoover, Patrick McClung, John Frazier                  |
| 1998 | Mighty Joe Young                           | Rick Baker, Hoyt Yeatman, Allen Hall, Jim Mitchell                |
| 1999 | Matrix                                     | John Gaeta, Janek Sirrs, Steve Courtley, Jon Thum                 |
| 1999 | Star Wars Episode I: The Phantom Menace    | John Knoll, Dennis Muren, Scott Squires, Rob Coleman              |
| 1999 | Stuart Little                              | John Dykstra, Jerome Chen, Henry F. Anderson III, Eric Allard     |

### Dècada de 2000
| Any  | Pel·lícula                                             | Nominats                                                          |
| ---- | ------------------------------------------------------ | ----------------------------------------------------------------- |
| 2000 | Gladiator                                              | John Nelson, Neil Corbould, Tim Burke, Rob Harvey                 |
| 2000 | L'home sense ombra                                     | Scott E. Anderson, Craig Hayes, Scott Stokdyk, Stan Parks         |
| 2000 | La tempesta perfecta                                   | Stefen Fangmeier, Habib Zargarpour, John Frazier, Walt Conti      |
| 2001 | El Senyor dels Anells: La Germandat de l'Anell         | Jim Rygiel, Randall William Cook, Richard Taylor, Mark Stetson    |
| 2001 | A.I. Artificial Intelligence                           | Dennis Muren, Scott Farrar, Stan Winston, Michael Lantieri        |
| 2001 | Pearl Harbor                                           | Eric Brevig, John Frazier, Ed Hirsh, Ben Snow                     |
| 2002 | El Senyor dels Anells: Les dues torres                 | Jim Rygiel, Joe Letteri, Randall William Cook, Alex Funke         |
| 2002 | Spider-Man                                             | John Dykstra, Scott Stokdyk, Anthony LaMolinara, John Frazier     |
| 2002 | Star Wars episodi II: L'atac dels clons                | Rob Coleman, Pablo Helman, John Knoll, Ben Snow                   |
| 2003 | El Senyor dels Anells: El retorn del rei               | Jim Rygiel, Joe Letteri, Randall William Cook, Alex Funke         |
| 2003 | Master and Commander: The Far Side of the World        | Dan Sudick, Stefen Fangmeier, Nathan McGuinness, Robert Stromberg |
| 2003 | Pirates of the Caribbean: The Curse of the Black Pearl | John Knoll, Hal Hickel, Charles Gibson, Terry Frazee              |
| 2004 | Spider-Man 2                                           | John Dykstra, Scott Stokdyk, Anthony LaMolinara, John Frazier     |
| 2004 | Harry Potter i el pres d'Azkaban                       | Roger Guyett, Tim Burke, John Richardson, William George          |
| 2004 | Jo, Robot                                              | John Nelson, Andrew R. Jones, Erik Nash, Joe Letteri              |
| 2005 | King Kong                                              | Joe Letteri, Brian Van't Hul, Christian Rivers, Richard Taylor    |
| 2005 | Les Cròniques de Nàrnia: El lleó, la bruixa i l'armari | Dean Wright, Bill Westenhofer, Jim Berney, Scott Farrar           |
| 2005 | La guerra dels mons                                    | Dennis Muren, Pablo Helman, Randal M. Dutra, Dan Sudick           |
| 2006 | Pirates of the Caribbean: Dead Man's Chest             | John Knoll, Hal Hickel, Charles Gibson, Allen Hall                |
| 2006 | Posidó                                                 | Boyd Shermis, Kim Libreri, Chas Jarrett, John Frazier             |
| 2006 | Superman: El retorn                                    | Mark Stetson, Neil Corbould, Richard R. Hoover, Jon Thum          |
| 2007 | La brúixola daurada                                    | Michael L. Fink, Bill Westenhofer, Ben Morris, Trevor Wood        |
| 2007 | Pirates of the Caribbean: At World's End               | John Knoll, Hal Hickel, Charles Gibson, John Frazier              |
| 2007 | Transformers                                           | Scott Farrar, Scott Benza, Russell Earl, John Frazier             |
| 2008 | El curiós cas de Benjamin Button                       | Eric Barba, Steve Preeg, Burt Dalton, Craig Barron                |
| 2008 | El cavaller fosc                                       | Nick Davis, Chris Corbould, Tim Webber, Paul Franklin             |
| 2008 | Iron Man                                               | John Nelson, Ben Snow, Dan Sudick, Shane Mahan                    |
| 2009 | Avatar                                                 | Joe Letteri, Stephen Rosenbaum, Richard Baneham, Andrew R. Jones  |
| 2009 | Districte 9                                            | Dan Kaufman, Peter Muyzers, Robert Habros, Matt Aitken            |
| 2009 | Star Trek                                              | Roger Guyett, Russell Earl, Paul Kavanagh, Burt Dalton            |

### Dècada de 2010
| Any  | Pel·lícula                                       | Nominats                                                                     |
| ---- | ------------------------------------------------ | ---------------------------------------------------------------------------- |
| 2010 | Origen                                           | Paul Franklin, Chris Corbould, Andrew Lockley, Peter Bebb                    |
| 2010 | Alice in Wonderland                              | Ken Ralston, David Schaub, Carey Villegas, Sean Phillips                     |
| 2010 | Harry Potter i les relíquies de la Mort (Part 1) | Tim Burke, John Richardson, Christian Manz, Nicolas Aithadi                  |
| 2010 | Més enllà de la vida                             | Michael Owens, Bryan Grill, Stephan Trojanski, Joe Farrell                   |
| 2010 | Iron Man 2                                       | Janek Sirrs, Ben Snow, Ged Wright, Dan Sudick                                |
| 2011 | Hugo                                             | Robert Legato, Joss Williams, Ben Grossmann, Alex Henning                    |
| 2011 | Harry Potter i les relíquies de la Mort (Part 2) | Tim Burke, David Vickery, Greg Butler, John Richardson                       |
| 2011 | Real Steel                                       | Erik Nash, John Rosengrant, Dan Taylor, Swen Gillberg                        |
| 2011 | Rise of the Planet of the Apes                   | Joe Letteri, Dan Lemmon, R. Christopher White, Daniel Barrett                |
| 2011 | Transformers: Dark of the Moon                   | Scott Farrar, Scott Benza, Matthew E. Butler, John Frazier                   |
| 2012 | La vida de Pi                                    | Bill Westenhofer, Guillaume Rocheron, Erik-Jan de Boer, Donald R. Elliott    |
| 2012 | The Avengers                                     | Janek Sirrs, Jeff White, Guy Williams, Dan Sudick                            |
| 2012 | El hòbbit: Un viatge inesperat                   | Joe Letteri, Eric Saindon, David Clayton, R. Christopher White               |
| 2012 | Prometheus                                       | Richard Stammers, Trevor Wood, Charley Henley, Martin Hill                   |
| 2012 | Blancaneu i la llegenda del caçador              | Cedric Nicolas-Troyan, Philip Brennan, Neil Corbould, Michael Dawson         |
| 2013 | Gravity                                          | Tim Webber, Chris Lawrence, Dave Shirk, Neil Corbould                        |
| 2013 | The Hobbit: The Desolation of Smaug              | Joe Letteri, Eric Saindon, David Clayton, Eric Reynolds                      |
| 2013 | Iron Man 3                                       | Christopher Townsend, Guy Williams, Erik Nash, Dan Sudick                    |
| 2013 | The Lone Ranger                                  | Tim Alexander, Gary Brozenich, Edson Williams, John Frazier                  |
| 2013 | Star Trek Into Darkness                          | Roger Guyett, Patrick Tubach, Ben Grossmann, Burt Dalton                     |
| 2014 | Interstellar                                     | Paul Franklin, Andrew Lockley, Ian Hunter, Scott R. Fisher                   |
| 2014 | Captain America: The Winter Soldier              | Dan DeLeeuw, Russell Earl, Bryan Grill, Dan Sudick                           |
| 2014 | Dawn of the Planet of the Apes                   | Joe Letteri, Dan Lemmon, Daniel Barrett, Erik Winquist                       |
| 2014 | Guardians of the Galaxy                          | Stephane Ceretti, Nicolas Aithadi, Jonathan Fawkner, Paul Corbould           |
| 2014 | X-Men: Days of Future Past                       | Richard Stammers, Lou Pecora, Tim Crosbie, Cameron Waldbauer                 |
| 2015 | Ex Machina                                       | Mark Williams Ardington, Sara Bennett, Paul Norris, Andrew Whitehurst        |
| 2015 | Mad Max: fúria a la carretera                    | Andrew Jackson, Dan Oliver, Andy Williams, Tom Wood                          |
| 2015 | The Martian                                      | Anders Langlands, Chris Lawrence, Richard Stammers, Steven Warner            |
| 2015 | The Revenant                                     | Richard McBride, Matt Shumway, Jason Smith, Cameron Waldbauer                |
| 2015 | Star Wars episodi VII: El despertar de la força  | Chris Corbould, Roger Guyett, Patrick Tubach, Neal Scanlan                   |
| 2016 | El llibre de la selva                            | Robert Legato, Adam Valdez, Andrew R. Jones, Dan Lemmon                      |
| 2016 | Deepwater Horizon                                | Craig Hammack, Jason Snell, Jason Billington, Burt Dalton                    |
| 2016 | Doctor Strange                                   | Stephane Ceretti, Richard Bluff, Vincent Cirelli, Paul Corbould              |
| 2016 | Kubo and the Two Strings                         | Steve Emerson, Oliver Jones, Brian McLean, Brad Schiff                       |
| 2016 | Rogue One: A Star Wars Story                     | John Knoll, Mohen Leo, Hal Hickel, Neil Corbould                             |
| 2017 | Blade Runner 2049                                | John Nelson, Gerd Nefzer, Paul Lambert, Richard R. Hoover                    |
| 2017 | Guardians of the Galaxy Vol. 2                   | Christopher Townsend, Guy Williams, Jonathan Fawkner, Dan Sudick             |
| 2017 | Kong: L'illa Calavera                            | Stephen Rosenbaum, Jeff White, Scott Benza, Mike Meinardus                   |
| 2017 | Star Wars: Els últims Jedi                       | Ben Morris, Mike Mulholland, Neal Scanlan, Chris Corbould                    |
| 2017 | War for the Planet of the Apes                   | Joe Letteri, Daniel Barrett, Dan Lemmon, Joel Whist                          |
| 2018 | El primer home                                   | Paul Lambert, Ian Hunter, Tristan Myles, J. D. Schwalm                       |
| 2018 | Avengers: Infinity War                           | Dan DeLeeuw, Kelly Port, Russell Earl, Dan Sudick                            |
| 2018 | Christopher Robin                                | Christopher Lawrence, Michael Eames, Theo Jones, Chris Corbould              |
| 2018 | Ready Player One                                 | Roger Guyett, Grady Cofer, Matthew E. Butler, David Shirk                    |
| 2018 | Solo: A Star Wars Story                          | Rob Bredow, Patrick Tubach, Neal Scanlan, Dominic Tuohy                      |
| 2019 | 1917                                             | Guillaume Rocheron, Greg Butler, Dominic Tuohy                               |
| 2019 | Avengers: Endgame                                | Dan DeLeeuw, Russell Earl, Matt Aitken, Dan Sudick                           |
| 2019 | The Irishman                                     | Pablo Helman, Leandro Estebecorena, Nelson Sepulveda-Fauser, Stephane Grabli |
| 2019 | The Lion King                                    | Robert Legato, Adam Valdez, Andrew R. Jones, Elliot Newman                   |
| 2019 | Star Wars: L'ascens de Skywalker                 | Roger Guyett, Neal Scanlan, Patrick Tubach, Dominic Tuohy                    |

### Dècada de 2020
| Any  | Pel·lícula                                    | Nominats                                                               |
| ---- | --------------------------------------------- | ---------------------------------------------------------------------- |
| 2020 | Tenet                                         | Andrew Jackson, David Lee, Andrew Lockley, Scott Fisher                |
| 2020 | Love and Monsters                             | Matt Sloan, Genevieve Camilleri, Matt Everitt, Brian Cox               |
| 2020 | The Midnight Sky                              | Matthew Kasmir, Christopher Lawrence, Max Solomon, David Watkins       |
| 2020 | Mulan                                         | Sean Faden, Anders Langlands, Seth Maury, Steve Ingram                 |
| 2020 | The One and Only Ivan                         | Nick Davis, Greg Fisher, Ben Jones, Santiago Colomo Martínez           |
| 2021 | Dune                                          | Paul Lambert, Tristen Myles, Brian Connor, Gerd Nefzer                 |
| 2021 | Free Guy                                      | Swen Gillberg, Bryan Grill, Nikos Kalaitzidis, Dan Sudick              |
| 2021 | No Time to Die                                | Charlie Noble, Joel Green, Jonathan Fawkner, Chris Corbould            |
| 2021 | Shang-Chi and the Legend of the Ten Rings     | Christopher Townsend, Joe Farrell, Sean Noel Walker, Dan Oliver        |
| 2021 | Spider-Man: No Way Home                       | Kelly Port, Chris Waegner, Scott Edelstein, Dan Sudick                 |
| 2022 | Avatar: El sentit de l'aigua                  | Joe Letteri, Richard Baneham, Eric Saindon, Daniel Barrett             |
| 2022 | Res de nou a l'oest                           | Frank Petzold, Viktor Müller, Markus Frank, Kamil Jafar                |
| 2022 | The Batman                                    | Dan Lemmon, Russell Earl, Anders Langlands, Dominic Tuohy              |
| 2022 | Black Panther: Wakanda Forever                | Geoffrey Baumann, Craig Hammack, R. Christopher White, Dan Sudick      |
| 2022 | Top Gun: Maverick                             | Ryan Tudhope, Seth Hill, Bryan Litson, Scott R. Fisher                 |
| 2023 | Godzilla Minus One                            | Takashi Yamazaki, Kiyoko Shibuya, Masaki Takahashi, Tatsuji Nojima     |
| 2023 | The Creator                                   | Jay Cooper, Ian Comley, Andrew Roberts, Neil Corbould                  |
| 2023 | Guardians of the Galaxy Vol. 3                | Stephane Ceretti, Alexis Wajsbrot, Guy Williams, Theo Bialek           |
| 2023 | Mission: Impossible – Dead Reckoning Part One | Alex Wuttke, Simone Coco, Jeff Sutherland, Neil Corbould               |
| 2023 | Napoleon                                      | Charley Henley, Luc-Ewen Martin-Fenouillet, Simone Coco, Neil Corbould |